# ゴラン・ドルリッチ
ゴラン・ドルリッチ（セルビア語: Горан Друлић, ラテン文字転写: Goran Drulić、1977年4月17日 - ）は、セルビアの元サッカー選手。ポジションはフォワード。

## 経歴
2001年にレッドスター・ベオグラードからスペインのレアル・サラゴサに移籍金1300万ユーロで移籍、これは2024年現在も破られていないレッドスター史上最高額の売却移籍金だが、サラゴサでは在籍4シーズンでリーグ戦通算39試合3得点という成績に終わった。
ユーゴスラビア代表では2000年から2001年までの4試合に出場している。